# I vampiri (film 1957)
I vampiri è un film del 1957, diretto da Riccardo Freda e con Mario Bava come direttore della fotografia.
Malgrado il titolo, non è un vero e proprio film di vampiri, ma piuttosto un racconto gotico-poliziesco comprendente elementi fantascientifici.
In Italia la pellicola non ottenne successo, mentre molto soddisfacenti furono gli incassi all'estero.

## Trama
A Parigi, una serie di misteriosi omicidi colpisce giovani donne appartenenti allo stesso gruppo sanguigno, ritrovate morte e dissanguate. La stampa attribuisce questi crimini a un assassino soprannominato "Il Vampiro". Il giornalista Pierre Lantin inizia a indagare e si immerge sempre di più nelle indagini quando la sua fidanzata, la ballerina Nora Duval, viene rapita. Durante l'esame della scena del crimine, l'ispettore Chantal scopre che Lantin è giunto sulla scena del crimine, sostenendo che l'omicidio sia stato commesso dal Vampiro. Lantin inizia a indagare sulla scuola dove è avvenuto l'ultimo omicidio, alla ricerca di indizi, e scopre che la vittima era stata seguita da un uomo alto prima del delitto. Nel frattempo, un uomo di nome Joseph chiede disperatamente di ricevere "la sua dose" in una stanza buia, ma gli viene indicato di cercare una donna di nome Lorette in Rue Saint Etienne, che "sa cosa fare". Quando Joseph arriva sul posto, viene avvistato da Lantin, ma riesce a sfuggirgli. Joseph si reca alla clinica del professor Julien Du Grand, chiedendo dei soldi per lasciare la città e minacciando di denunciare ciò che sta accadendo alla polizia. L'assistente di Du Grand lo strangola, mentre una donna in ombra, Marguerite, arriva e afferma che, se la polizia scopre la verità, sarà la fine della carriera di Du Grand. In seguito, un titolo di giornale annuncia la morte improvvisa del professor Julien Du Grand.
Dopo il funerale di Julien, un gruppo di uomini arriva e rivela che il corpo sepolto era quello di Joseph. Il suo cadavere viene portato in un castello, dove il professor Du Grand lo sottopone a esperimenti nel tentativo di scoprire il segreto dell'immortalità. Più tardi, Lorette incontra un uomo cieco per strada che le chiede di lasciare una lettera. Dopo averla lasciata, viene rapita e rinchiusa in una camera da letto con gli scheletri delle precedenti vittime del Vampiro. Nel frattempo, mentre la polizia cerca di rintracciare i rapitori di Lorette, Lantin viene riassegnato al caso del Vampiro e mandato a coprire un ballo al castello di Du Grand. Al castello, incontra Gisele, che esprime ammirazione per Lantin, dicendo che gli ricorda suo padre. Dopo aver lasciato la festa, Lantin viene inseguito dal fotografo Ronald, che, in seguito a una conversazione con Lantin, rientra nel castello per dichiarare il suo amore a Gisele. Lei lo respinge, ma, davanti ai suoi occhi, il suo volto comincia a invecchiare, rivelando che ogni vita che viene tolta le restituisce temporaneamente giovinezza. Consapevole che il segreto di Gisele è la sua condanna a morte, Ronald cerca di scappare, ma Gisele lo uccide con una pistola. Successivamente, Gisele contatta il professor Julien, chiedendogli di renderla eternamente giovane. Nonostante Julien avverta che, data la sua instabilità emotiva, l'esperimento potrebbe non riuscire, inizia comunque a trasferire la giovinezza e la bellezza di Lorette su Gisele.
Il giorno seguente, Gisele incontra Pierre, che ritira un dipinto, e lui nota strani comportamenti, come scrivere con la mano sbagliata, il che lo porta a tornare al castello per investigare ulteriormente. Gisele, dopo l'esperimento, inizia a sentirsi male e chiede aiuto al professor Du Grand. Mentre lui sta uscendo, Joseph si risveglia nel laboratorio di Du Grand. Pierre attiva un allarme, costringendo tutti a fuggire dal castello, ma incontra Joseph, che sembra confuso. Lo porta alla stazione di polizia, dove Joseph rivela di essere stato il rapitore delle giovani donne, ma afferma che le persone nel castello sono i veri assassini. La polizia arriva alla ricerca di Marguerite, ma trova solo Gisele, che nega di conoscere Joseph. Pierre e la polizia esplorano il castello senza trovare indizi. Quando stanno per andarsene, Gisele inizia a trasformarsi nuovamente in Marguerite davanti ai loro occhi, il che provoca una ricerca urgente nel castello. Ne scaturisce una sparatoria tra l'assistente di Du Grand e la polizia, che lascia entrambi feriti. Alla fine, la polizia apre la tomba di Du Grand e trova Lorette. Viene rimandata a casa, mentre l'ispettore Chantal rivela che Gisele ha confessato i crimini ed è morta poco dopo.

## Produzione
(Fantafilm)

### Effetti speciali
Le due particolari scene della trasformazione «a vista» di Gianna Maria Canale, dalla giovane Giselle alla vecchia Marguerite, senza stacchi di montaggio, furono opera dell'inventivo direttore della fotografia ed effettista Mario Bava con l'aiuto del truccatore Francesco Freda, che riuscirono a realizzare il repentino processo di invecchiamento utilizzando luci colorate, invisibili in bianco e nero, che evidenziassero via via i diversi strati di trucco applicati al viso dell'attrice. Un simile effetto speciale era stato impiegato ne Il dottor Jekyll di Rouben Mamoulian (1931).

## Accoglienza

### Incassi
I vampiri incassò un totale di 125,3 milioni di lire al botteghino italiano.

### Critica
Poco apprezzato in Italia al momento della sua uscita, il film fu rivalutato con entusiasmo specialmente dalla critica francese.»
(Fantafilm)